# Wijken en buurten in Waalre
De Nederlandse gemeente Waalre is voor statistische doeleinden onderverdeeld in wijken en buurten. De gemeente is verdeeld in de volgende statistische wijken:
- Wijk 00 Waalre (CBS-wijkcode:086600)

Een statistische wijk kan bestaan uit meerdere buurten. Onderstaande tabel geeft de buurtindeling met kentallen volgens het Centraal Bureau voor de Statistiek (2008):
| CBS-buurtcode | Buurtnaam         | Inwonertal | Opp. totaal (ha) | Opp. land (ha) | Ligging                |
| ------------- | ----------------- | ---------- | ---------------- | -------------- | ---------------------- |
| BU08660000    | Waalre            | 6070       | 247              | 245            | Locatie in de gemeente |
| BU08660001    | Aalst             | 3200       | 195              | 194            | Locatie in de gemeente |
| BU08660002    | Voldijn           | 2930       | 109              | 108            | Locatie in de gemeente |
| BU08660003    | Ekenrooi          | 4150       | 105              | 105            | Locatie in de gemeente |
| BU08660009    | Verspreide huizen | 350        | 1615             | 1591           | Locatie in de gemeente |